# بحوث أرشيفية

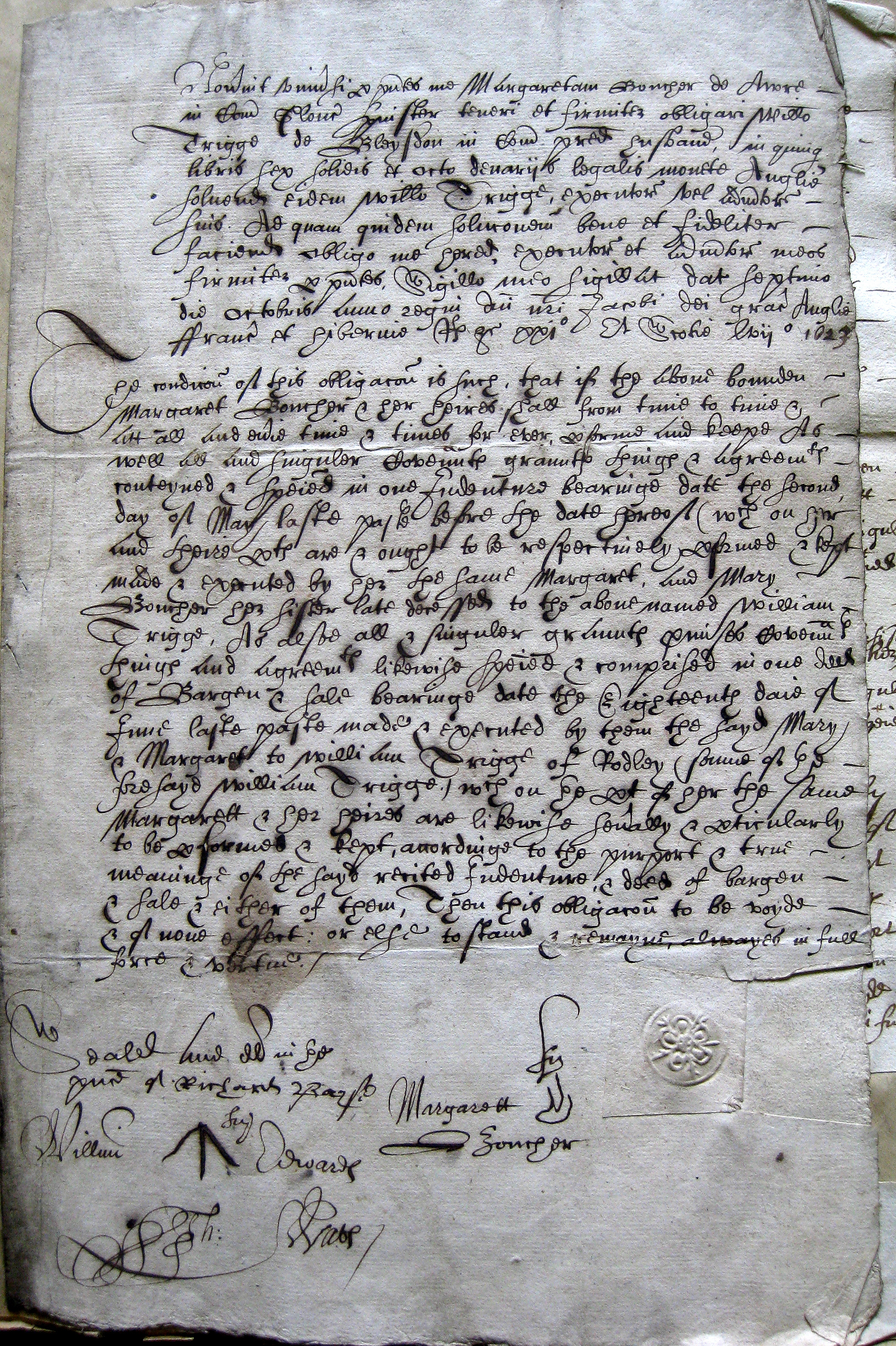

البحوث الأرشيفية هي نوع من البحث الذي يقوم بالتحري عن الأدلة واستخراجها من السجلات الأرشيفية. قد تحفظ هذه السجلات إما في المكتبات والمتاحف، أو في عهدة المنظمة التي أنشأتها أو جمعتها (سواء جهة حكومية أو شركة أو عائلة). يمكن مقارنة البحوث الأرشيفية مع (1) البحوث الثانوية (التي تجري في مكتبة أو عبر الإنترنت) وتشمل ذكر المصادر الثانوية المتعلقة بموضوع البحث، و(2) مع أنواع أخرى من البحوث الأولية والبحوث التجريبية مثل العمل الميداني والتجارب.

## تاريخ منظمات الأرشيف
توجد أقدم الأرشيفات منذ مئات السنين. على سبيل المثال: بدأ أرشيف الفاتيكان السري في القرن السابع عشر الميلادي ويحتوي على أوراق الدولة وكتب الحسابات والمراسلات البابوية التي يعود تاريخها إلى القرن الثامن. معظم السجلات الأرشيفية التي لا تزال موجودة أحدث من تاريخ أرشيف الفاتيكان. تأسس الأرشيف الوطني في فرنسا عام 1790 أثناء الثورة الفرنسية ولديه مقتنيات تعود إلى عام 625 ميلادي، وهناك أرشيف أوروبي آخر يعود لنفس الوقت. قد تحتوي السجلات الأرشيفية الحديثة أيضًا على مواد تعود إلى عدة قرون سابقة، على سبيل المثال: تأسست إدارة الأرشيف والوثائق الوطنية في الولايات المتحدة الأمريكية في عام 1934. وتحتوي على سجلات ومقتنيات تعود إلى فترة تأسيس الولايات المتحدة الأمريكية في القرن الثامن عشر. تملك إدارة الأرشيف والوثائق الوطنية في الولايات المتحدة الأمريكية إعلان الاستقلال ودستور الولايات المتحدة ونسخة أصلية من الميثاق الأعظم. يعود تاريخ تأسيس الأرشيف الوطني البريطاني إلى زمن إنشاء مكتب الأرشيف العام في عام 1838، وقد تشكلت هيئات حكومية وطنية أخرى في أواخر القرن التاسع عشر وأوائل القرن العشرين.
تحتوي الجامعات أيضًا على مقتنيات أرشيفية ومجموعات من المخطوطات. تمتلك معظم الجامعات أرشيفًا يؤرخ أعمال الجامعة. وتمتلك بعض الجامعات أيضًا سجلات أرشيف أو مخطوطات تركز على جوانب من ثقافة البلد الذي توجد فيه الجامعة. يمكن للمدارس والمؤسسات الدينية ومراكز الدراسات المحلية والمراكز التاريخية والمتاحف والمؤسسات البحثية أن تحتفظ بسجلات أرشيف.
يعود سبب تسليط الضوء على ضخامة وقدم الأرشيفات إلى إعطاء فكرة عن الصعوبات التي تواجه الباحثين في الأرشيف. تحتوي بعض هذه الأرشيفات على كميات هائلة من السجلات. على سبيل المثال: يحتوي أرشيف الفاتيكان السري على ما يزيد عن 52 ميلًا من رفوف الأوراق. يقوم عدد متزايد من سجلات الأرشيف بعمليات النقل الرقمية، والتي يمكن أن تشكل تحديات في طريقة عرضها والوصول إليها.

## منهجيات البحوث الأرشيفية
توجد البحوث الأرشيفية في معظم الأعمال الأكاديمية وغيرها من البحوث التاريخية، وتستخدم أيضًا بشكل متكرر (بالاقتران مع منهجيات البحث الأخرى) في تخصصات أخرى في العلوم الإنسانية والاجتماعية، بما في ذلك الدراسات الأدبية والبلاغة وعلم الآثار وعلم الاجتماع والجغرافيا البشرية وعلم الإنسان وعلم النفس والدراسات التنظيمية. قد تملك البحوث الأرشيفية أهمية أيضًا في أنواع البحوث غير الأكاديمية الأخرى،
مثل البحث عن أسر المولودين بالتبني والتحقيقات الجنائية. تمتلك البيانات التي تحتفظ بها المؤسسات الأرشيفية فائدة في البحث العلمي وفي تمكين الحقوق المدنية.
يمكن أن تختلف منهجية البحث المستخدمة في الأبحاث الأرشيفية تبعًا لتنظيمها ومقتنياتها. على سبيل المثال: قد يجد الباحث في الأرشيف الذي يحتوي على عدد كبير من المواد التي لا تزال غير مصنفة أنَّ استشارة موظفي الأرشيف الذين يملكون فهمًا واضحًا للمجموعات مفيدة لأنها يمكن أن تشكل مصدرًا للمعلومات المتعلقة بالمواد غير المصنفة في الأرشيف والمستودعات الأخرى. يمكن للباحثين عندما لا يكون الأرشيف متخصصًا أو متعلقًا بفرع واحد (علم الأنساب مثلًا) الاعتماد على الشبكات الرسمية أو غير الرسمية لدعم البحوث من خلال تبادل المعلومات الخاصة بأرشيف محدد.

## إجراء البحوث الأرشيفية
تعتبر البحوث الأرشيفية بشكل عام أكثر تعقيدًا وتستغرق وقتًا من البحث الثانوي، إذ تشكل تحديات في تحديد الوثائق المتعلقة بها وتحديد موقعها وتفسيرها. وعلى الرغم من أنَّ الأرشيفات تشترك في خصائص متشابهة، إلا أنها يمكن أن تختلف بشكل كبير. وعلى الرغم من أن الأرشيفات الممولة من التبرعات قد تتطلب إتاحة الوصول إليها قدر الإمكان، إلا أنَّ أنواعًا أخرى مثل أرشيفات الشركات أو الارشيفات الدينية أو الخاصة تمتلك درجات متفاوتة من إمكانية الوصول اليها. قد يقيد الوصول إلى بعض الارشيفات مثل التي تحتوي على معلومات حساسة أو سرية أو أعمال غير منشورة أو بسبب قيود مفروضة بموجب اتفاقيات مع الجهة المانحة. وغالبًا ما تكون سجلات الأرشيف فريدة من نوعها ويجب أن يكون الباحث مستعدًا للسفر للوصول إليها. حتى عندما تتوفر المواد بشكل رقمي فقد تملك قيود تمنع الوصول إليها.

### تحديد موقع سجلات الأرشيف
كان الفهرس المشترك أداة مهمة للعثور على المواد في المكتبات والأراشيف قبل توفر البحث على الإنترنت. استخدم الباحثون في الولايات المتحدة الأمريكية الفهرس الوطني المشترك وفهرس الاتحاد الوطني لتحديد مكان الأراشيف على الرغم من أنَّ الكثير من هذه البيانات نقلت إلى أنظمة رقمية على الإنترنت.
يمكن العثور على عدد كبير من المؤسسات الأرشيفية من خلال البحث على الإنترنت. وبالإضافة إلى ذلك توفر مواقع مثل مكتبة أوروبيانا والمكتبة العامة الرقمية الأمريكية والمكتبة الوطنية الأسترالية روابط إلى المؤسسات المنتمية إليها.
توفر لجنة نظم المعلومات المشتركة في المملكة المتحدة موقع أرشيف هاب، في حين يوفر موقع أرشيف غريد الخاص بمركز المكتبة الرقمية على الإنترنت بوابة دولية لمعظم المكتبات التي تستخدم نظام فهرسة مارك لفهرسة مقتنياتها. أقامت رابطة الأرشيف الكندي شراكة مع شركة برمجيات لإنشاء موقع أرشيف كندا، في حين استخدمت الجمعية الأسترالية للمؤرشفين نفس البرنامج لإنشاء دليل الأرشيف في أستراليا. توفرت العديد من أدوات البحث الأخرى عبر الإنترنت لتسهيل البحث والاكتشاف بما في ذلك فهرس المواقع لمخطوطات ورسائل الأدب الإنجليزي، ودليل جانوس لأرشيف المؤسسات في كامبريدج في المملكة المتحدة.
إذا تعذر العثور على الأرشيف من خلال البحث عبر الإنترنت أو في المجموعات المدرجة في الفهرس العام يجب على الباحث أن يتعقب وجود الأرشيف من خلال وسائل أخرى مثل اتباع اقتباسات ومراجع الباحثين الآخرين. وينطبق ذلك بشكل خاص على المواد التي تحتفظ بها الشركات أو المنظمات الأخرى التي قد لا توفر فهرسًا وبالتالي لا تكون على دراية بمحتويات موادها.
يمكن أن يكون الوصول في الأرشيفات المقيدة محصورًا فقط بالأفراد الذين لديهم أوراق اعتماد معينة أو ارتباطات مع مؤسسات مثل الجامعات. وقد يحتاج الأشخاص الذين لا يملكون بيانات الاعتماد اللازمة إلى طلب خطاب مقدم من فرد أو مؤسسة للوصول إلى الأرشيف.